# Inge Sargent

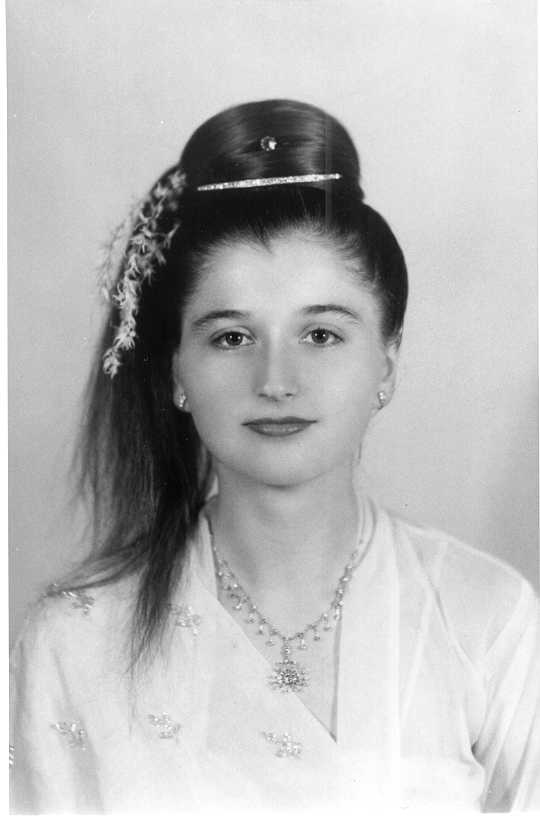
Inge Sargent um 1954

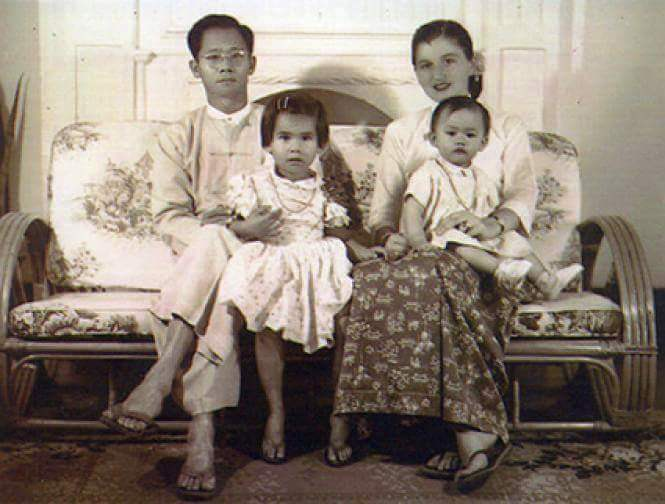
Sao Kya Seng und Inge Eberhard (Sao Thusandi) mit den beiden Töchtern

Inge Sargent (* 23. Februar 1932 in Bad St. Leonhard im Lavanttal als Inge Eberhard; † 5. Februar 2023 in Boulder, Colorado) war eine österreichisch-amerikanische Autorin und Prinzessin des burmesischen Fürstentums Hsipaw.

## Biografie
Inge Eberhard wurde als Tochter eines Försters geboren. Anfang der 1950er Jahre reiste sie mit einem Fulbright-Stipendium zum Studium in die USA. Dort lernte sie an der Universität in Colorado den burmesischen Studenten der Montanwissenschaften Sao Kya Seng kennen, den sie 1953 in Denver heiratete. Erst bei der gemeinsamen Ankunft in Burma gab sich dieser als Prinz von Hsipaw, einem Fürstentum im Shan-Staat, zu erkennen. Dort bekam sie den neuen Namen Sao Thusandi.
In Hsipaw versuchten beide das Land zu modernisieren und die Korruption und Kindersterblichkeit zu bekämpfen. Nachdem dem Shan-Staat 1962 die versprochene Unabhängigkeit verweigert worden war, entmachtete das burmesische Militär unter General Ne Win die örtlichen Fürsten und unterstellte die Region der Zentralregierung. Auch Prinz Sao Kya Seng wurde verhaftet. Sein Schicksal ist bis heute ungeklärt. Seine Ehefrau Inge Eberhard wurde unter Hausarrest gestellt, konnte aber 1964 mit den beiden gemeinsamen Töchtern über Österreich in die USA flüchten.
In den USA heiratete sie 1968 Howard Sargent. Ihre Autobiografie erschien 1994 und wurde 2015 von Sabine Derflinger unter dem Titel Dämmerung über Burma mit Maria Ehrich in der Hauptrolle verfilmt. Bereits im Jahr 2000 veröffentlichten Karin Kaper und Dirk Szuszies über Sargent den Dokumentarfilm Die himmlische Prinzessin.
Sie starb am 5. Februar 2023 in Boulder (Colorado) ein Jahr nach dem Tod ihres zweiten Mannes, Howard Sargent.

## Veröffentlichungen
- Twilight over Burma: My Life as a Shan Princess, Kolowalu Books, Honolulu 1994

Deutsche Übersetzungen:
- Mein Leben als Sao Thusandi, Prinzessin der Shan, Bastei-Verlag, Bergisch Gladbach 1997
- Dämmerung über Birma. Mein Leben als Shan-Prinzessin, Unionsverlag, Zürich 2006